# Giazza
Giazza (Ljetzan in cimbro, Jàsa /'jasa/ in veneto) è una frazione del comune italiano di Selva di Progno, in provincia di Verona.

## Geografia fisica

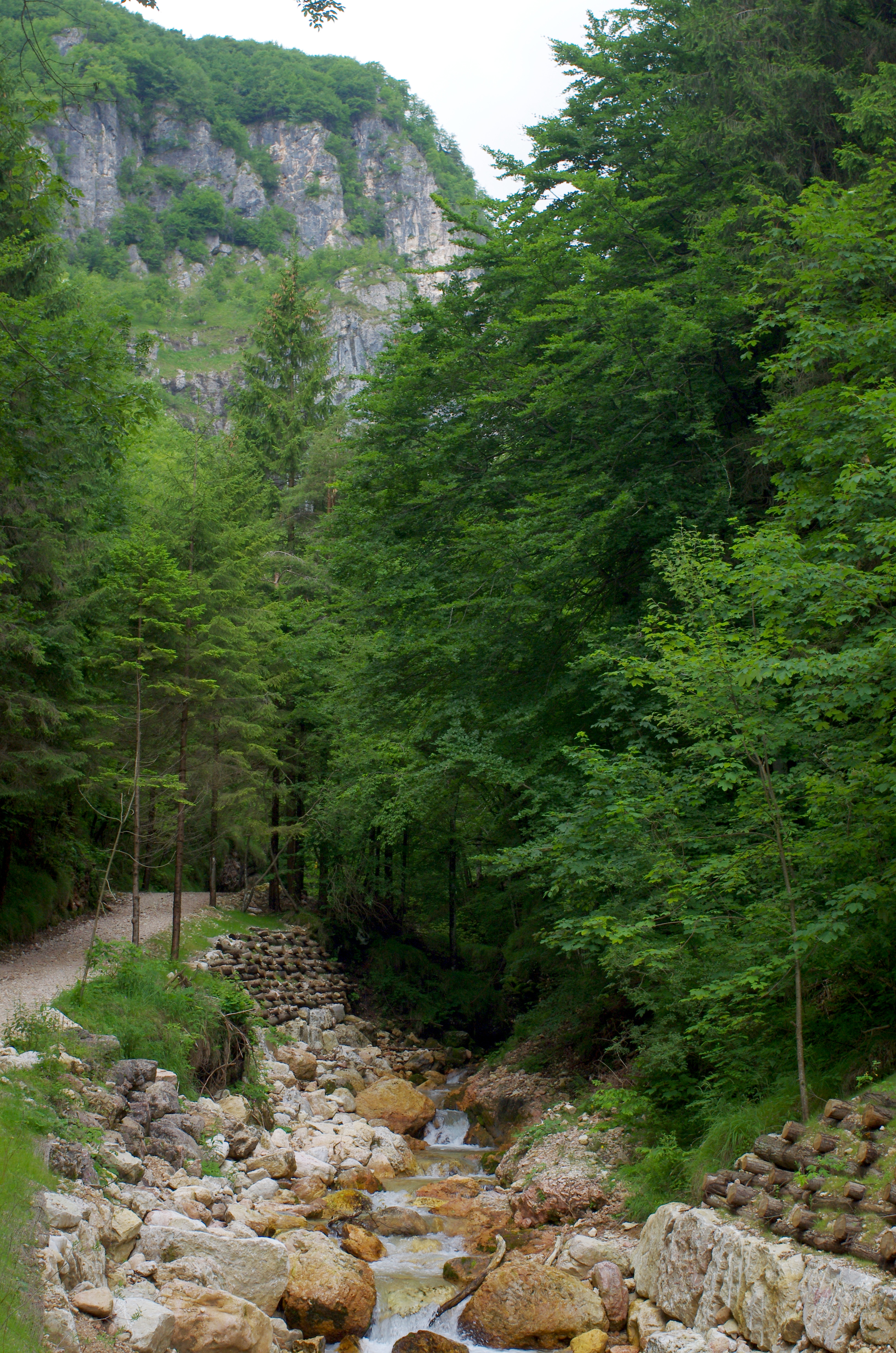
Vista della valle di Fraselle.

Il paese si colloca alla confluenza dei torrenti Revolto e Fraselle, provenienti dalle omonime valli, che formano il progno d'Illasi. Si colloca quindi tra la fine della val d'Illasi e l'inizio della valle di Revolto, la quale termina poco più a nord ai piedi del gruppo del Carega (in territorio trentino).

## Monumenti e luoghi d'interesse
- Giazza è nota anche per la grande foresta demaniale, estesa 1904 ettari anche nei limitrofi comuni di Ala (TN) e Crespadoro (VI), costituita ufficialmente nel 1911.[4]
- Museo Etnografico dei Cimbri

## Società

### Lingue e dialetti
Giazza è l'unica località degli antichi Tredici Comuni dove ancora si parla il cimbro, detto localmente tauć (termine che ricalca il tedesco deutsch). Si tratta di una parlata germanica affine al bavarese, portata nel medioevo grazie all'arrivo di coloni provenienti dalla Baviera e dal Tirolo. Nel 1919 il cimbro era parlato da 506 persone su un totale di 712 abitanti.
Oggi il cimbro è notevolmente regredito e, secondo i dati più recenti, in paese solo 19 lo parlano e 24 lo capiscono (quasi tutti anziani). A questi si aggiunge una certa quantità di emigranti, stimata in circa 40 unità. Ciononostante, questa lingua è oggetto di numerose iniziative culturali promosse dall'associazione Curatorium Cimbricum Veronense che gestisce anche il museo dei Cimbri di Giazza.

## Cultura

### Eventi
- Festa del fuoco (23 giugno) - Di origine pagana, la festa del fuoco diviene l'occasione per questo paese di festeggiare i tredici comuni della lessinia orientale.
- Festa di San Giacomo Maggiore - La chiesa parrocchiale, intitolata a San Giacomo Maggiore Apostolo, vede la sua festa patronale il 25 luglio. Preceduta da un triduo di preparazione, la festa ha il suo culmine la sera del 25 luglio con la messa e la processione dell'effigie del santo per le vie del piccolo borgo.
- Fiaccolata notturna dell'Assunta (15 agosto) - Il 15 agosto sera il borgo s'illumina di tante piccole fiaccole per la tradizionale processione dell'Assunta, cara al popolo cimbro e ai tanti turisti che salgono in questo borgo per pregare e contemplare la bellezza del paesaggio notturno illuminato dalle fiamme delle candele. A conclusione della fiaccolata, la pro loco premia il miglior balcone fiorito.

## Galleria d'immagini

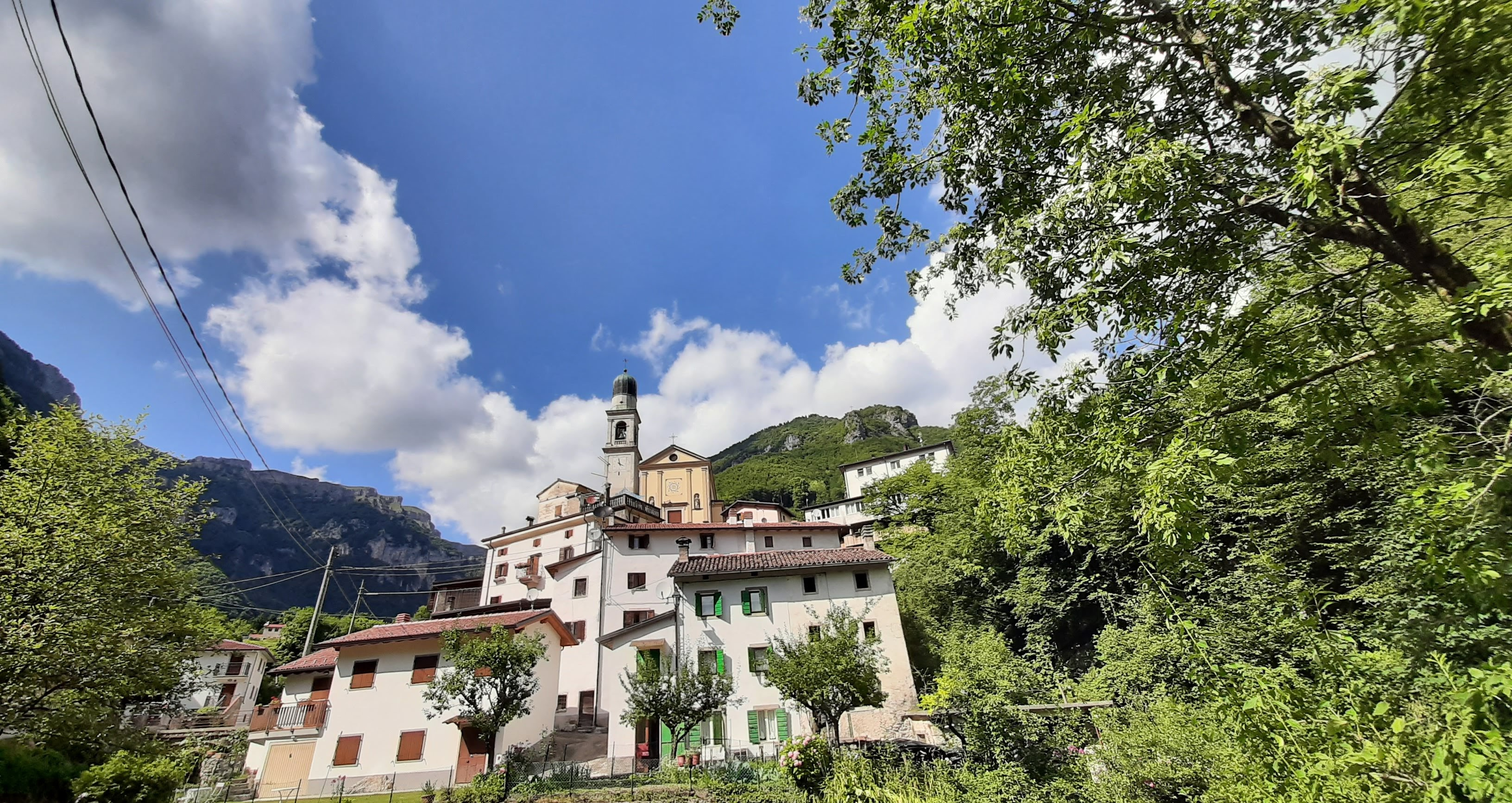
Veduta di Giazza dal basso.
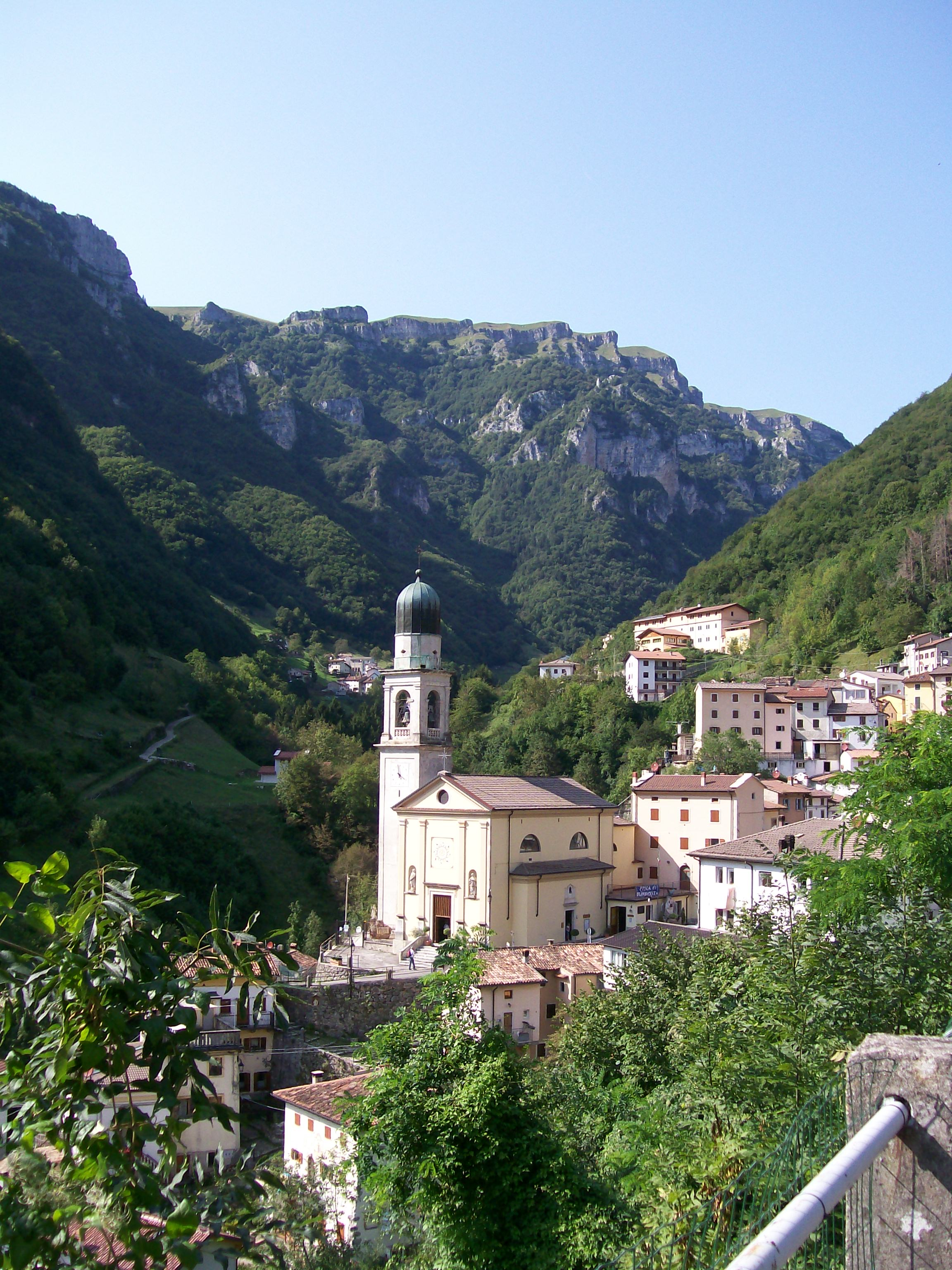
Chiesa parrocchiale di S. Giacomo Maggiore.
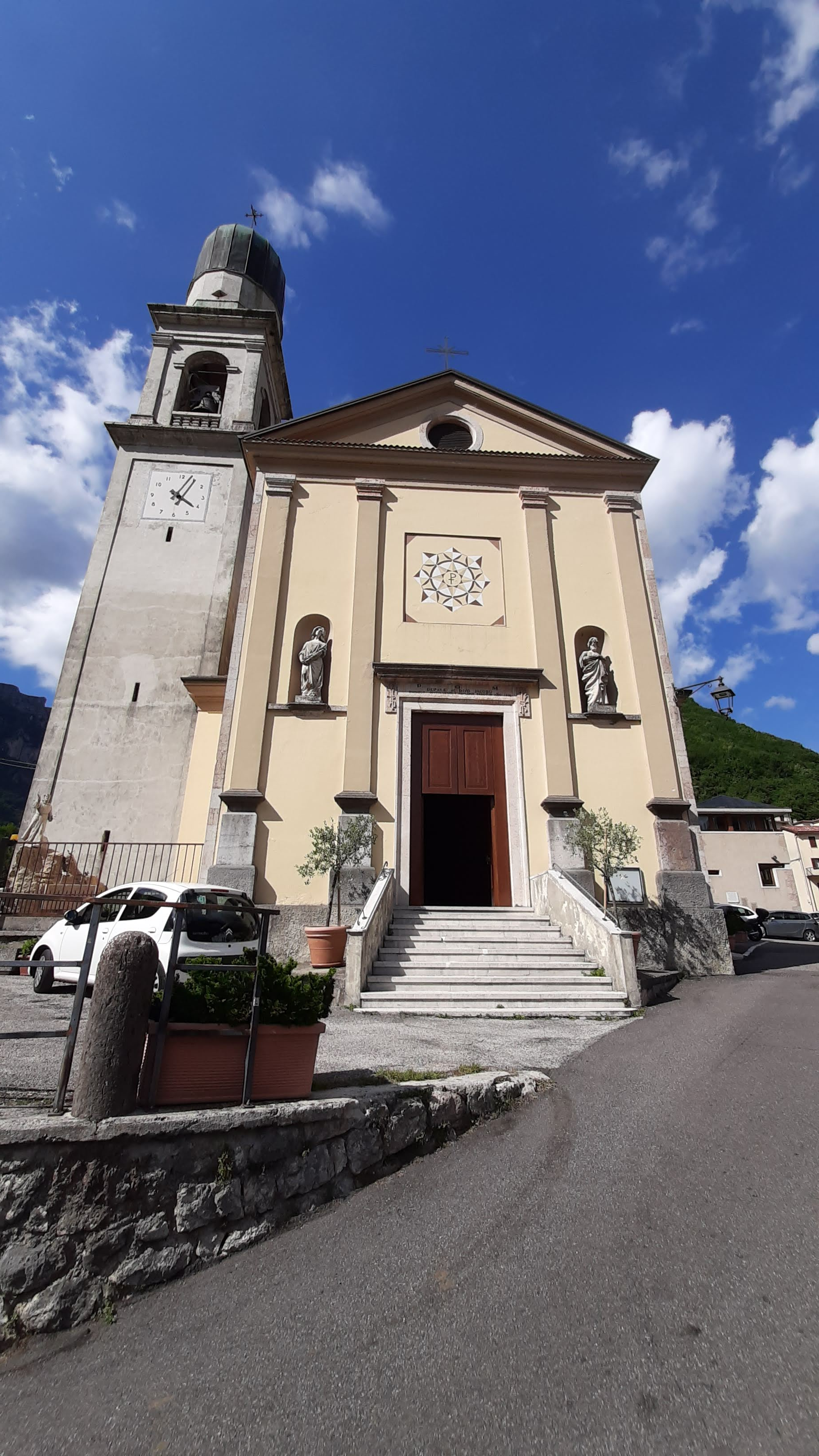
Facciata e campanile della chiesa parrocchiale di S. Giacomo Maggiore.
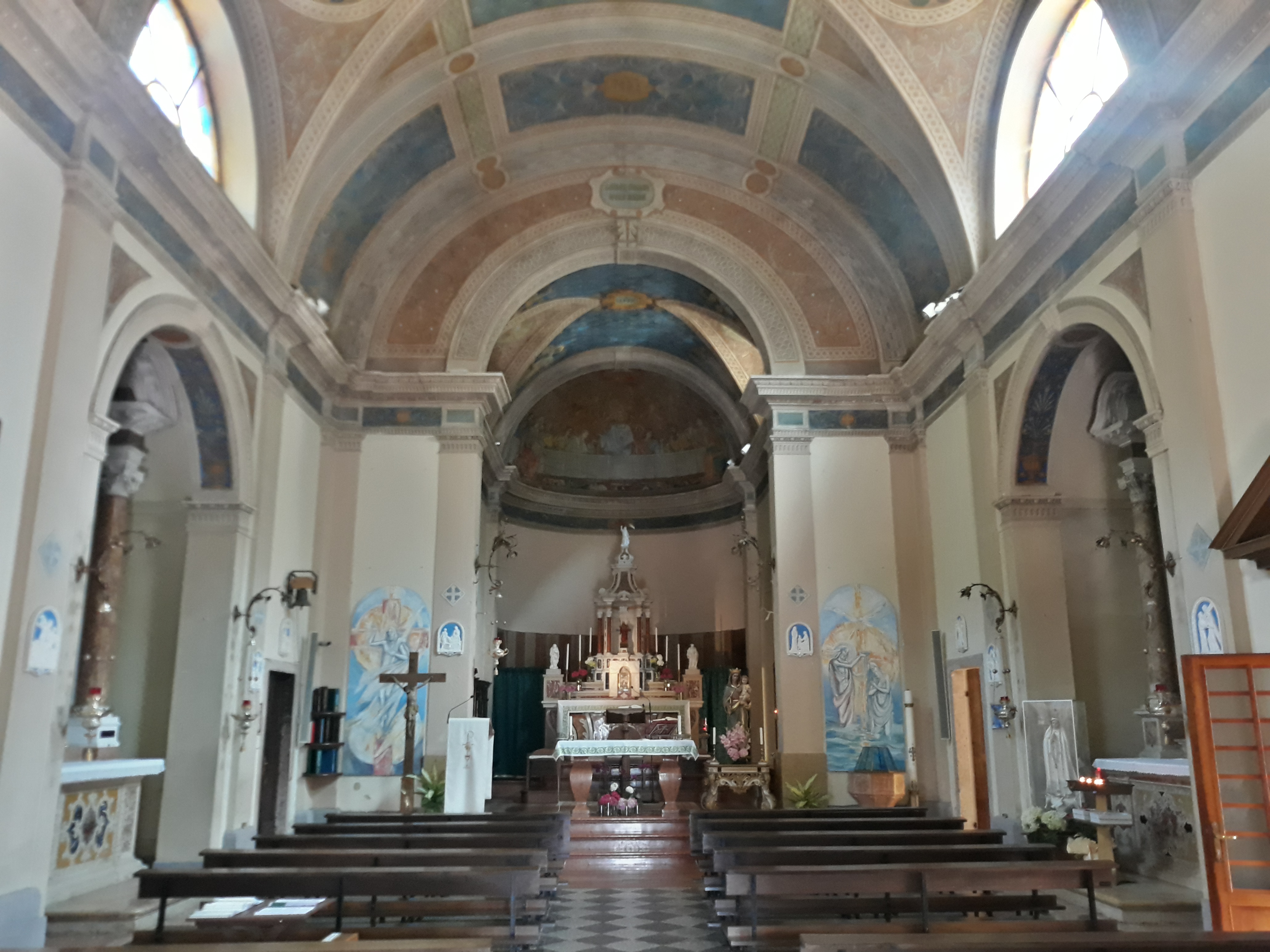
Interno della chiesa parrocchiale di S. Giacomo Maggiore.
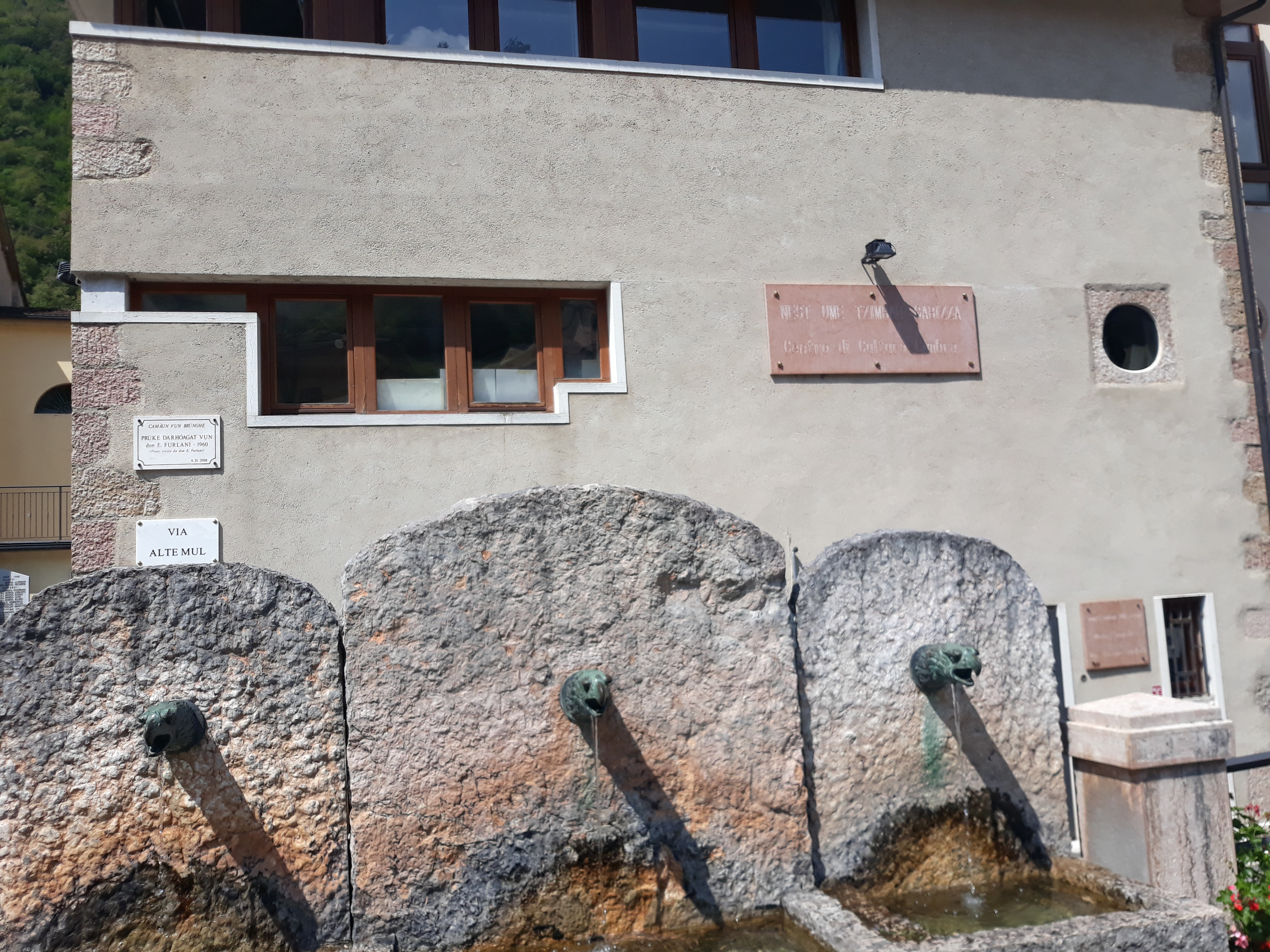
Il centro di cultura cimbra.
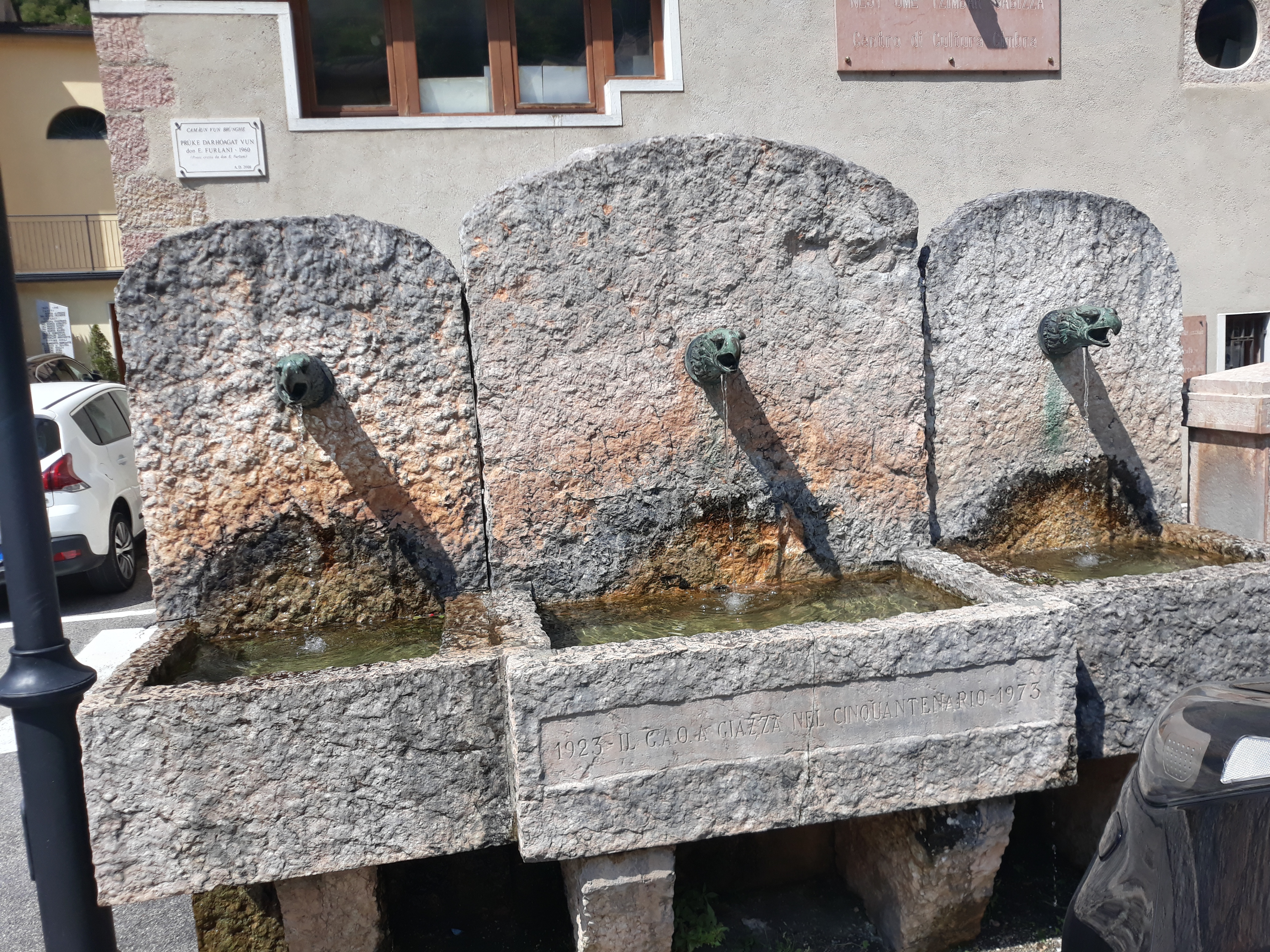
Fontana nella piazza del paese.
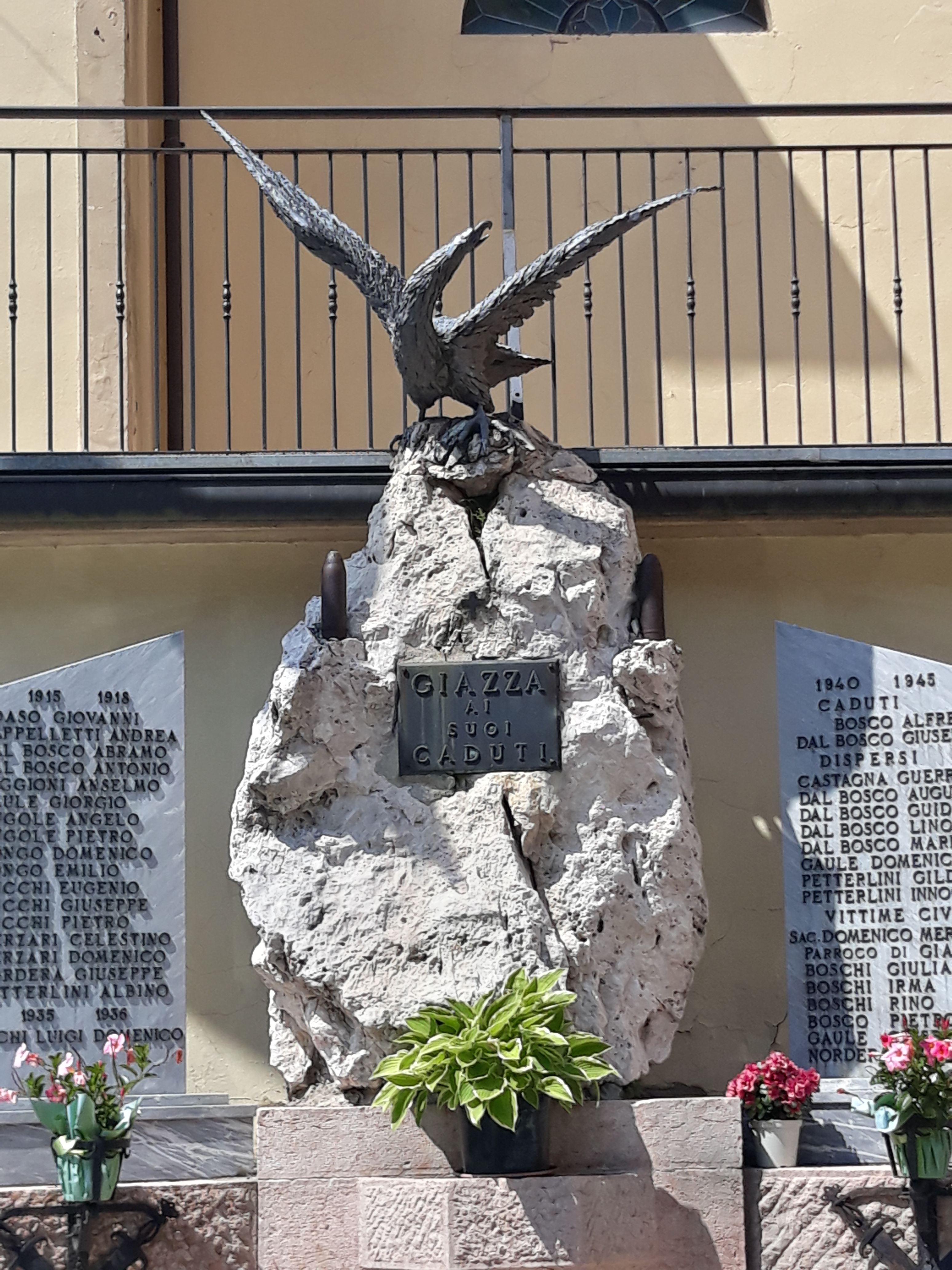
Monumento ai Caduti di Giazza.
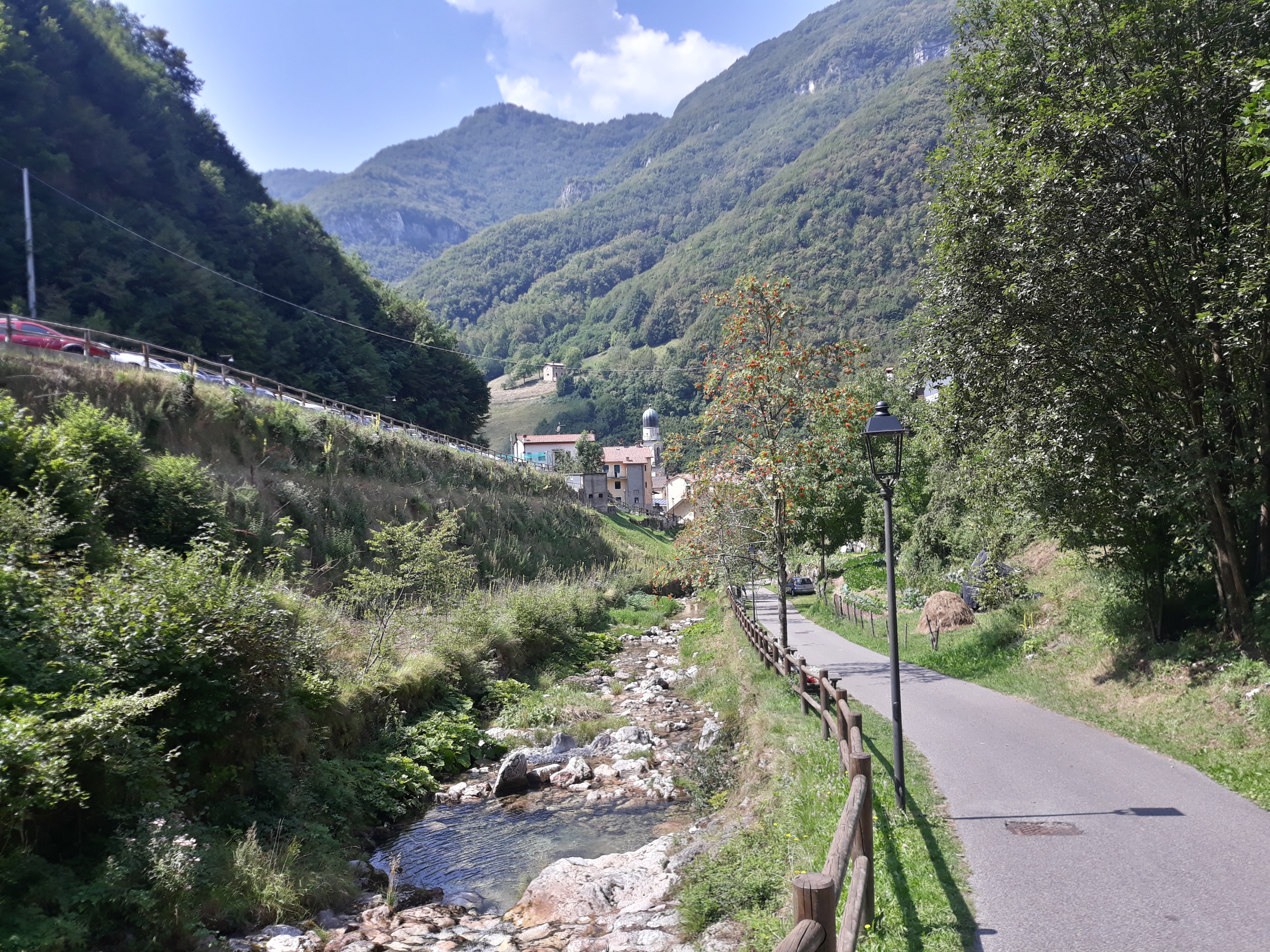
Costeggiando il torrente che scende dalla Val Fraselle verso Giazza.